# Transsilvània del Nord
Transsilvània del Nord (en romanès: Transilvania de Nord, en hongarès: Észak-Erdély) va ser la regió del Regne de Romania que durant la Segona Guerra Mundial, com a conseqüència de l'acord territorial d'agost de 1940 conegut com a Segon arbitratge de Viena, va passar a formar part del Regne d'Hongria. Amb una superfície de 43,104 km2 (16,643 sq mi), la població estava composta, en gran part, per romanesos i hongaresos.
L'octubre de 1944, les forces soviètiques i romaneses van obtenir el control del territori i, al març de 1945, la Transsilvània del Nord va tornar a l'administració romanesa. Després de la guerra, això va ser confirmat pels tractats de pau de París de 1947.

## Antecedents
La regió té una història variada. Antigament va ser el nucli del Regne de Dàcia (82 aC-106 dC). El 106 dC l'Imperi Romà va conquerir el territori, explotant sistemàticament els seus recursos. Després que les legions romanes es retiressin el 271 dC, va ser inundada per una successió de diverses tribus, posant-la sota el control dels Carpi, els visigots, els huns, els gèpides, els àvars i els eslaus. Durant el segle IX, els búlgars van governar Transsilvània.
Els magiars van conquerir gran part d'Europa central a finals del segle IX i durant gairebé sis-cents anys, Transsilvània va ser un voivodat del Regne d'Hongria. Després de la batalla de Mohács el 1526 i la derrota hongaresa per part dels otomans, Transsilvània es va convertir en un principat semi-independent (el Principat de Transsilvània) sota el domini de la noblesa local hongaresa, però a causa de la sobirania de l'Imperi Otomà. Després es va convertir en una província (Principat / Gran Principat de Transsilvània) de la monarquia dels Habsburg / Imperi austríac com a terra de la corona hongaresa i, després del 1848, i de nou del 1867 al 1918, es va incorporar al Regne d'Hongria dins de la Austro- Imperi hongarès. La monarquia dual es va dissoldre després de la Primera Guerra Mundial.
Els ètnics romanesos, que formaven la població majoritària de Transsilvània, van escollir representants que van proclamar la Unió amb Romania l'1 de desembre de 1918. La proclamació de la unió a Alba Iulia va ser adoptada pels diputats dels romanesos de Transsilvània, recolzada un mes després pel vot dels diputats dels saxons de Transsilvània. A la primavera de 1919, durant la guerra hongarès-romanesa, Transsilvània va quedar sota control administratiu de Romania. Finalment, el juny de 1920, el tractat de Trianon assignà Transsilvània al Regne de Romania.

## Segon premi Viena

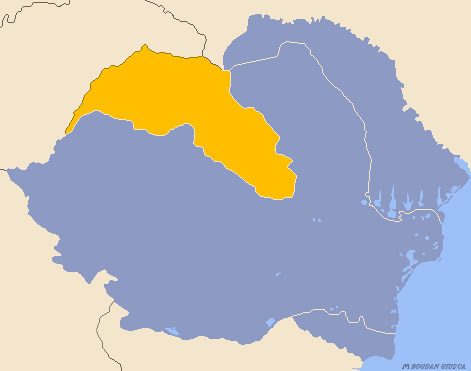
Romania el 1940 amb el nord de Transsilvània ressaltat en groc

Les pèrdues territorials de Romania a l'estiu de 1940

El juny de 1940, Romania es va veure obligada (com a conseqüència del Pacte Molotov – Ribbentrop) a sotmetre's a un ultimàtum soviètic i a acceptar l'annexió per part de la Unió Soviètica de Besarabia i Nord de Bucovina. Posteriorment, Hongria va intentar recuperar Transsilvània, que havia perdut immediatament després de la Primera Guerra Mundial. Alemanya i Itàlia van pressionar Hongria i Romania per resoldre la situació en un acord bilateral. Les dues delegacions es van reunir a Turnu Severin el 16 d'agost, però les negociacions van fracassar a causa de la demanda de 60,000 quilometres quadrats (23,000 sq mi) territori del bàndol hongarès i només una oferta d'intercanvi de població del bàndol romanès. Per impedir una guerra hongarès-romanesa al seu "hinterland", les potències de l'Eix van pressionar ambdós governs perquè acceptessin el seu arbitratge: el Segon Laude de Viena, signat el 30 d'agost.
L'historiador Keith Hitchins resumeix la situació creada pel premi:
Lluny de resoldre els problemes, el premi Viena havia agreujat les relacions entre Romania i Hongria. No va resoldre el problema de la nacionalitat separant tots els magiars de tots els romanesos. Uns 1.150.000 a 1.300.000 de romanesos, o un 48% a més del 50% de la població del territori cedit, depenent de les estadístiques de les quals s’utilitzin, van romandre al nord de la nova frontera, mentre que uns 500.000 magiars (altres estimacions hongareses arriben a 800.000, romanesos) tan sols 363.000) van continuar residint al sud.

Mapa ètnic

La població hongaresa es trobava en la situació inusual de ser una aclaparadora majoria en una zona del sud-est de Transsilvània, a dins de Romania i lluny de la frontera hongaresa (la zona, coneguda com a Terra de Székely, es troba avui principalment als comtats de Harghita, Covasna i Mureș), i no només en determinades zones properes a la frontera hongaresa com en el cas de Txecoslovàquia i Bačka o Baranya. La solució que es va decidir va ser obrir un passadís en forma d'urpes pel nord-oest de Romania, inclosa una àmplia zona amb població romanesa, per incorporar aquesta zona de majoria hongaresa a Hongria.
Població del nord de Transsilvània, segons el cens romanès de 1930 :
| Comtat                                                | Població  | Romanesos | Hongaresos | Alemanys | Jueus   | Altres |
| ----------------------------------------------------- | --------- | --------- | ---------- | -------- | ------- | ------ |
| Bihor (només la part cedida)                          | 305.548   | 136.351   | 130.127    | 2.101    | 20.420  | 16.549 |
| Ciuc                                                  | 145.806   | 20.976    | 120.627    | 439      | 2.383   | 1.381  |
| Cluj (només la part cedida)                           | 256.651   | 141.607   | 85.284     | 2.669    | 16.057  | 11.034 |
| Maramureș                                             | 161.575   | 93.207    | 11.174     | 3.239    | 33.828  | 20.127 |
| Mureș (només la part cedida)                          | 269.738   | 115.773   | 121.282    | 11.271   | 9.848   | 11.564 |
| Năsăud                                                | 145.574   | 103.897   | 7.488      | 21.211   | 6.450   | 6.528  |
| Odorhei (només la part cedida)                        | 121.984   | 5.430     | 112.375    | 454      | 1.250   | 2.475  |
| Sălaj                                                 | 343.347   | 192.821   | 107.662    | 16.010   | 13.380  | 13.474 |
| Satu Mare                                             | 294.875   | 178.523   | 74.191     | 9.530    | 23.967  | 8.664  |
| Someș                                                 | 219.355   | 169.942   | 33.870     | 351      | 10.546  | 4.646  |
| Trei Scaune (només la part cedida)                    | 127.769   | 17.505    | 105.834    | 760      | 707     | 2.963  |
| Târnava Mică i Târnava Mare (només les parts cedides) | 2.931     | 401       | 1.642      | 659      | 49      | 180    |
| Total Transsilvània del Nord                          | 2.395.153 | 1.176.433 | 911.556    | 68.694   | 138.885 | 99.585 |
| Percentatge                                           | 100 %     | 49.11 %   | 38,05 %    | 2,86 %   | 5,79 %  | 4.15 % |

Abans de l'arbitratge, el 1940, segons les estimacions romaneses, al nord de Transsilvània hi havia 1.304.903 romanesos (50,2%) i 978.074 (37,1%) hongaresos. Un any més tard, després de l'arbitratge, segons el cens hongarès, la població del nord de Transsilvània tenia proporcions diferents, comptava amb un 53,5% d'hongaresos i un 39,1% de romanesos.

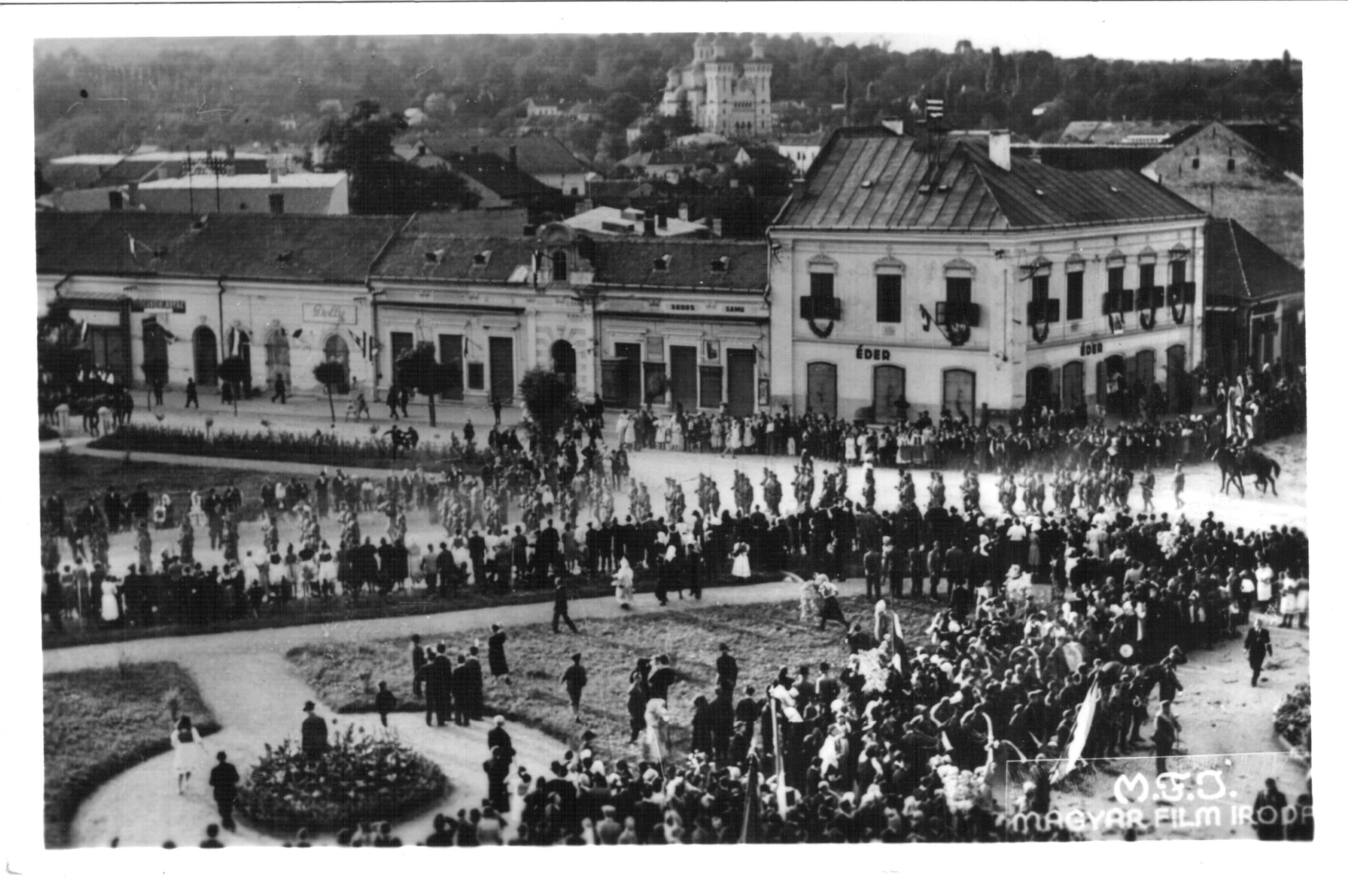
Tropes hongareses marching en Zalău (Zilah) el 8 de setembre de 1940

## Domini hongarès
Hongria va celebrar la Transsilvània del Nord des de setembre de 1940 fins a octubre de 1944. El 1940 els disturbis ètnics entre hongaresos i romanesos van continuar després d'alguns incidents després de l'entrada de l'exèrcit hongarès, que va culminar amb massacres a Treznea i Ip.

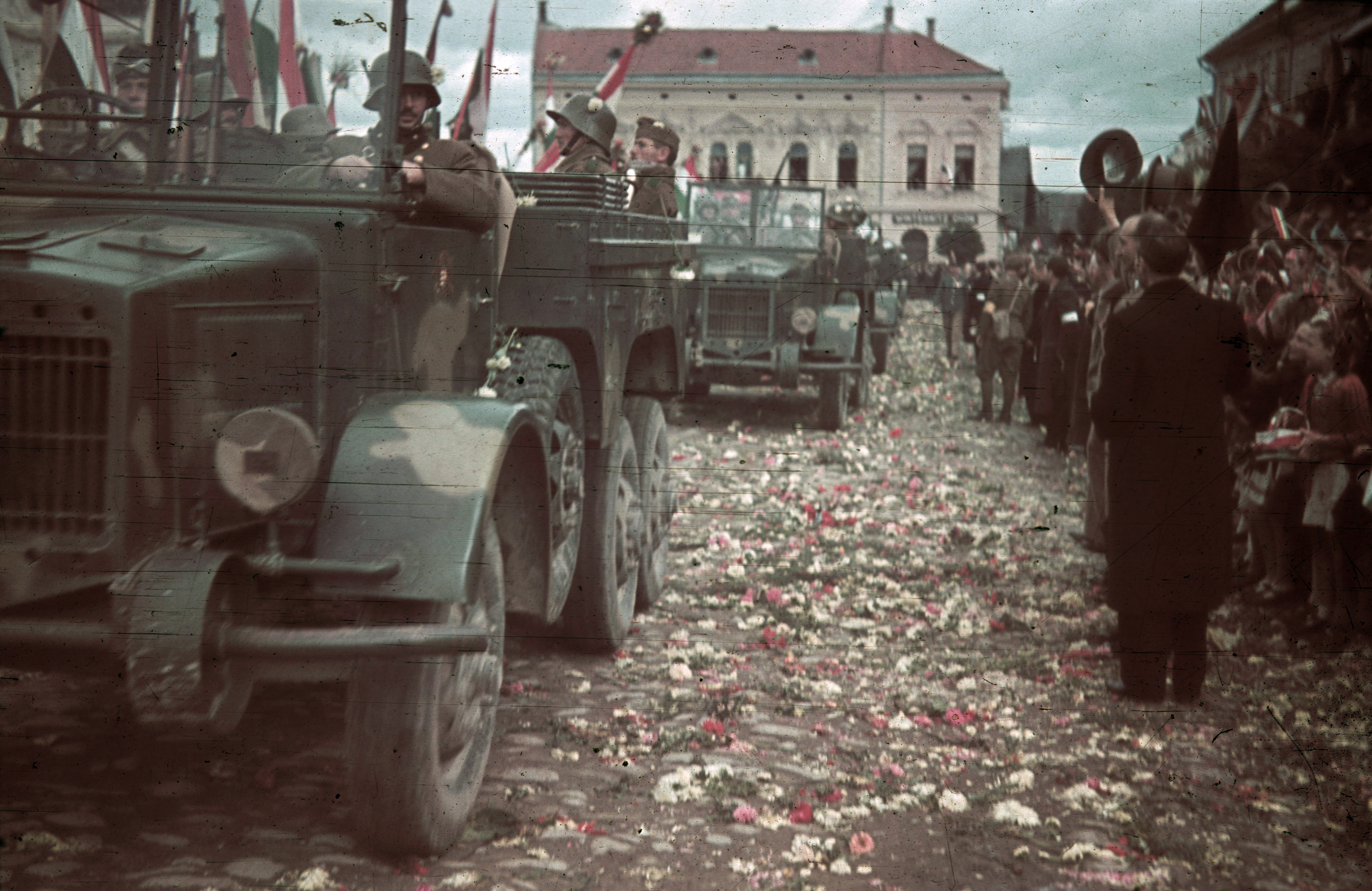
Les multituds llancen flors per donar la benvinguda a les tropes hongareses a Kézdivásárhely (Târgu Secuiesc), el 13 de setembre de 1940

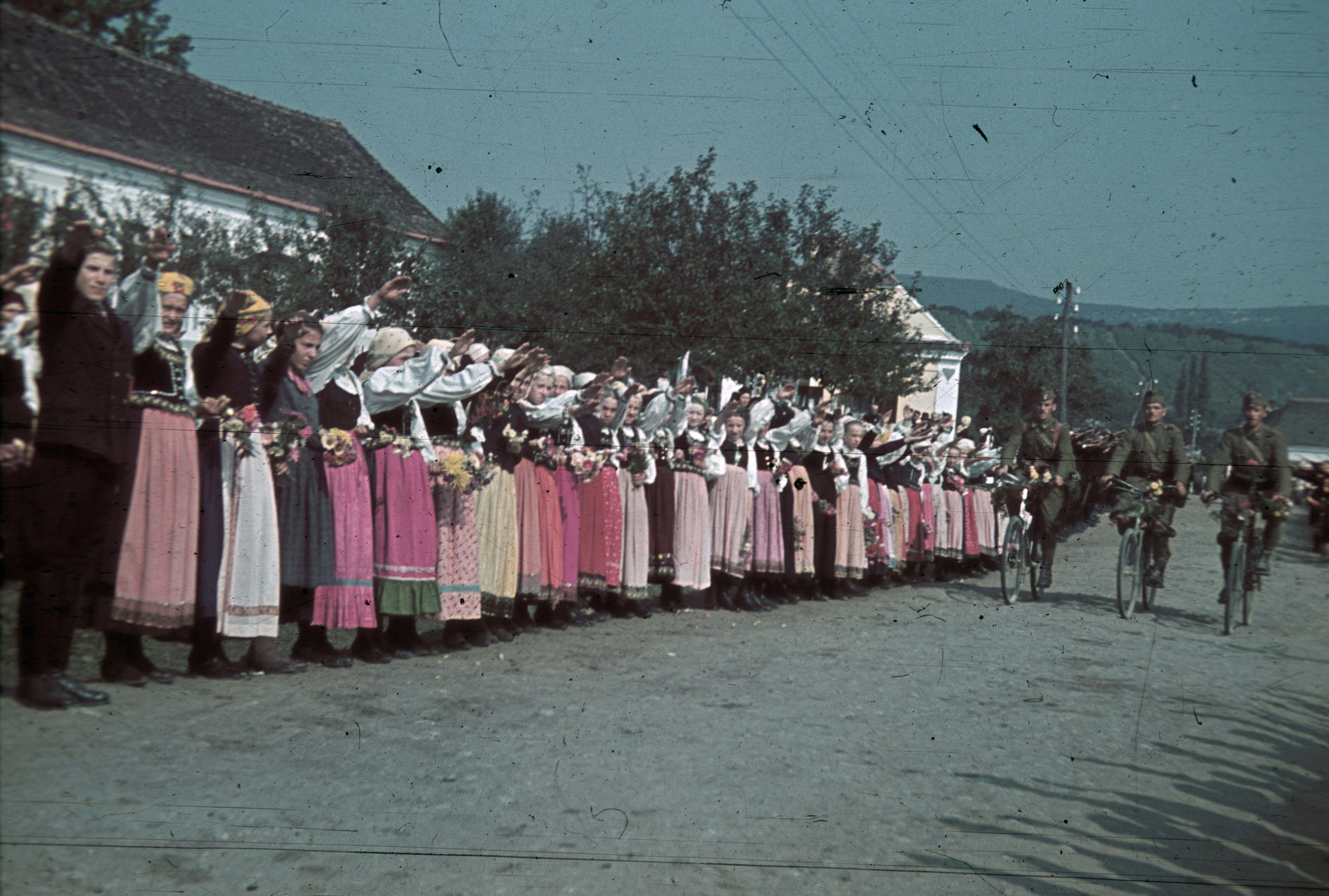
Ètnics alemanys que feien la salutació nazi mentre donaven la benvinguda a les tropes hongareses

Després que alguns grups ètnics hongaresos considerats poc fiables o insegurs fossin saquejats / expulsats del sud de Transsilvània, els funcionaris hongaresos també expulsaven regularment alguns grups romanesos del nord de Transsilvània. A més, molts hongaresos i romanesos van fugir o van optar per optar entre els dos països. Es va produir un èxode massiu; més de 100.000 persones a banda i banda de les fronteres ètniques i polítiques es van traslladar. Va continuar fins al 1944.
El 19 de març de 1944, després de l'ocupació d'Hongria per l'exèrcit de l'Alemanya nazi a través de l'Operació Margarethe, el nord de Transsilvània va passar a l'ocupació militar alemanya. Igual que els jueus que vivien a Hongria, la majoria dels jueus del nord de Transsilvània (uns 150.000) van ser enviats a camps de concentració durant la Segona Guerra Mundial, un moviment que va ser facilitat per militars i civils locals. Després de diversos decrets del govern hongarès i de consultes d'alt nivell en una reunió el 26 d'abril amb László Endre a Szatmárnémeti (actual Satu Mare), es va decidir la deportació dels jueus. El 3 de maig, les autoritats de Dés (actualment Dej) van iniciar l'acció de guetització de jueus al bosc de Bungăr, on van ser empresonats 3.700 jueus de Dej i 4.100 jueus d'altres localitats de la zona. Durant l'operació del gueto Dej, els jueus van ser maltractats, torturats i morits de fam. La deportació dels jueus als camps d'extermini nazis es va fer amb vagons de mercaderies, en tres etapes: el primer transport el 28 de maig, quan van ser deportats 3.150 jueus; la segona el 6 de juny, quan van ser deportats 3.360 jueus; la tercera el 8 de juny, quan van ser deportats els darrers 1.364 jueus. La majoria dels deportats van ser exterminats al camp d'Auschwitz – Birkenau, amb la supervivència de poc més de 800 deportats. El gueto de Kolozsvár (a l'actual Cluj-Napoca) es va iniciar el 3 de maig i es va posar al comandament de László Urbán, el cap de la policia local. El gueto, format per uns 18.000 jueus, va ser liquidat en sis transports a Auschwitz, amb la primera deportació el 25 de maig i l'última el 9 de juny. Altres guetos que es van establir al nord de Transsilvània durant aquest període van ser el gueto d'Oradea (el més gran, amb 35.000 jueus), el gueto de Baia Mare, el gueto de Bistrița, el gueto de Cehei, el gueto de Reghin, el gueto de Satu Mare i el Gueto de Sfântu Gheorghe.
Després del cop d'Estat del rei Miquel del 23 d'agost de 1944, Romania va abandonar l'Eix i es va unir als aliats. Per tant, l'exèrcit romanès va lluitar Alemanya nazi i els seus aliats a Romania – recuperar el nord de Transilvania – i més endavant, en alemany va ocupar Hongria i en Eslovàquia i el Protectorat de Bohèmia i Moràvia, per exemple, en l'ofensiva de Budapest, el setge de Budapest, i l'ofensiva de Praga.
El Segon Premi de Viena era voided pel Allied Comissió a través de l'Acord d'Armistici amb Romania (12 de setembre de 1944) de qui Article 19 va estipular el següent: "Els governs aliats consideren que la decisió de l'arbitratge de Viena pel que fa a Transsilvània (o la part més gran d'això) hauria de ser el retorn a Romania i el Govern soviètic acorda que les forces soviètiques participaran per aquest propòsit dins ajunta operacions militars amb Romania en contra Alemanya i Hongria."

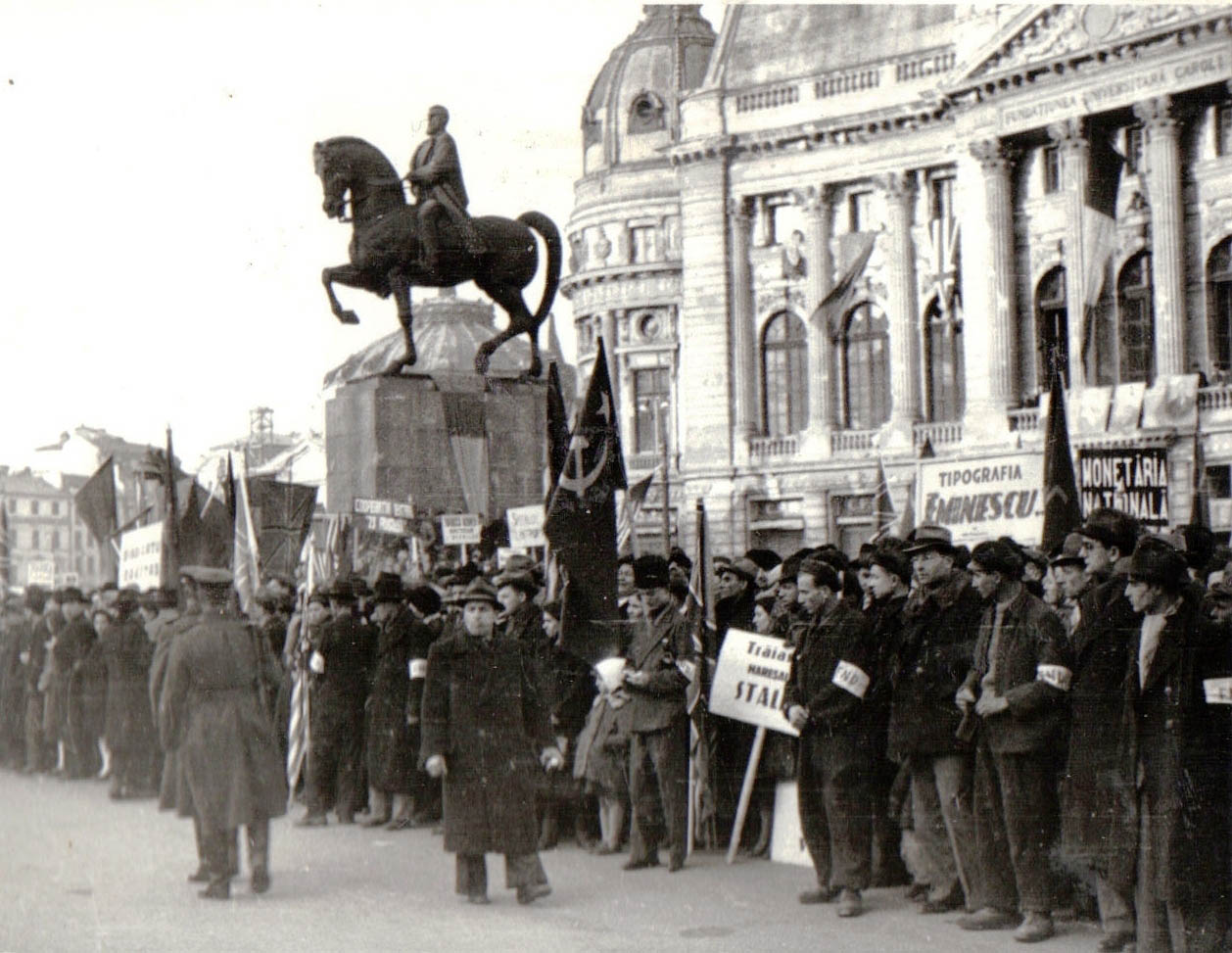
Manifestació a la plaça del Palau de Bucarest celebrant el retorn de Transsilvània del Nord, març de 1945

El territori va ser ocupat per les forces aliades a finals d'octubre de 1944. El 25 d'octubre, a la batalla de Carei, unitats del 4t exèrcit romanès sota el comandament del general Gheorghe Avramescu van prendre el control de l'últim tros del territori cedit el 1940 a Hongria. No obstant això, a causa de les activitats de les forces paramilitars romaneses, els soviètics van expulsar l'administració romanesa del nord de Transsilvània el novembre de 1944 i no els van permetre tornar fins al març de 1945.
El 20 de gener de 1945, Hongria va acceptar l'obligació d'evacuar totes les tropes i oficials hongaresos del territori, de retirar-se a les seves fronteres d'abans de la guerra i de derogar totes les regulacions legislatives i administratives en relació amb la incorporació del territori.
El Tractat de Pau de París del 1947 reafirmava les fronteres entre Romania i Hongria, tal com es va definir originalment al Tractat de Trianon, 27 anys abans, confirmant així el retorn de la Transsilvània del Nord a Romania.

## Geografia

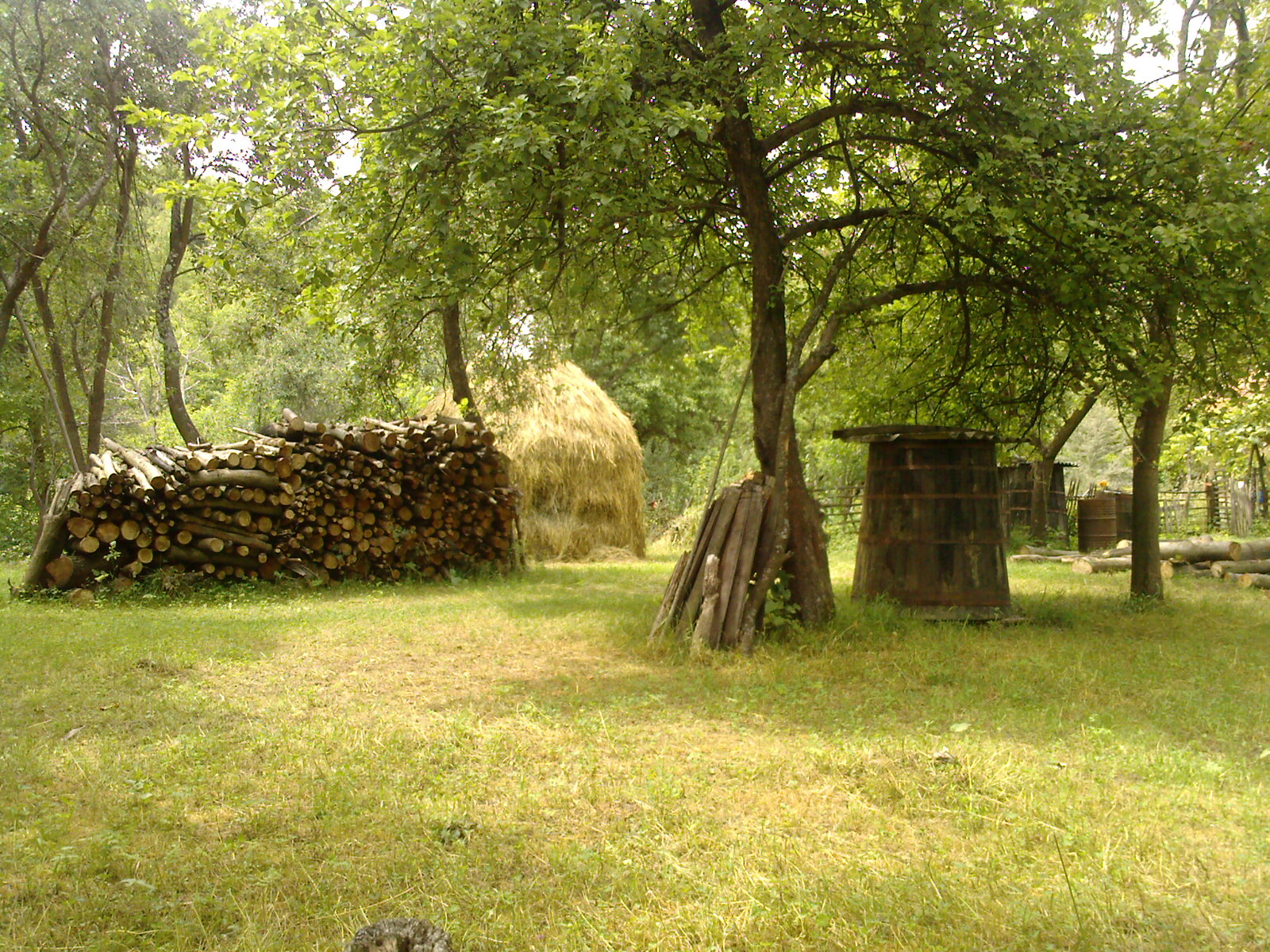
Paisatge rural, comtat de Sălaj

La Transsilvània del nord és una regió diversa, tots dos en termes de paisatge i població. Conté tots dos en gran part àrees rurals (com Bistrițun-Năsăud Comtat) així com ciutats importants, com Cluj-Napoca, Oradea, Târgu Mureș, Baia Euga, i Satu Euga. Centres de cultura hongaresa, com Miercurea Ciuc i Sfântu Gheorghe, és també part de la regió. Una destinació turística important és Maramureș Comtat, una àrea sabuda pel seu decorat rural bonic, local petit woodwork, incloent esglésies de fusta, el seu craftwork indústria, i la seva arquitectura rural original.